# دانشگاه افغانستان
دانشگاه افغانستان یا مؤسسهٔ آموزش عالی افغانستان یک مؤسسهٔ آموزش عالی در کابُل است. دانشگاه افغانستان به تاریخ ۱۲ میزان سال ۱۳۹۱ شمسی آغاز به‌کار نموده‌است.
تدریسی به زبان پارسی دری صورت می‌گیرد. اساتید دانشگاه افغانستان همه افغان هستند که در خارج و داخل تحصیل کرده‌اند. تدریس در دانشگاه افغانستان در هردو مقطع (ماستری و لیسانس) به سیستم کریدیت که بُروزترین سیستم تدریس در جهان است، صورت می‌گیرد.